# Клачи
Клачи́ (тат. Колачы) — деревня в Арском районе Республики Татарстан, в составе Среднеатынского сельского поселения. В 1941—1972 годах татарская национальная обувь, произведённая здесь, экспортировалась во Францию, Италию и другие страны.

## География
Деревня находится в бассейне реки Красная, в 15 км к западу от районного центра — города Арска.

## История
Основана не позднее середины XVI века. До середины 1930-х годов в официальных источниках упоминается под названием Починок Ключи.
В XVIII – первой половине XIX века жители относились к сословию государственных крестьян. Основные занятия жителей в этот период – земледелие и скотоводство.
В «Списке населенных мест по сведениям 1859 года», изданном в 1866 году, населённый пункт упомянут как казённый починок Ключи (Калачи) 2-го стана Казанского уезда Казанской губернии. Располагалась при безымянном ключе, по левую сторону Сибирского почтового тракта, в 48 верстах от губернского города Казани и в 13 верстах от становой квартиры в заштатном городе Арске. В деревне в 77 дворах жили 624 человека (309 мужчин и 315 женщин). Была мечеть.
В начале XX века в деревне функционировали мечеть, 3 мелочные лавки. В этот период земельный надел сельской общины составлял 1122,3 десятины.
До 1920 года деревня входила в Мульминскую волость Казанского уезда Казанской губернии. С 1920 года в составе Арского кантона ТАССР. С 10 августа 1930 года в Арском районе.
В 1931 году в деревне организован колхоз «Якты юл», с 2004 года колхоз села был реорганизован в  сельскохозяйственный производственный кооператив «Аты», с 2008 — «Агрофирма «Игенче».
В 1941–1972 годах в деревне функционировала артель «Труд» по пошиву татарской национальной обуви (продукция экспортировалась во Францию, Италию и другие страны).

## Население
| 1782 | 1859 | 1897 | 1908 | 1920 | 1926 | 1938 | 1949 | 1958 | 1970 | 1979 | 1989 | 2002 | 2010 | 2015 |
| ---- | ---- | ---- | ---- | ---- | ---- | ---- | ---- | ---- | ---- | ---- | ---- | ---- | ---- | ---- |
| 126  | 624  | 811  | 924  | 828  | 805  | 697  | 468  | 482  | 414  | 232  | 116  | 90   | 88   | 89   |

Национальный состав деревни — татары.

## Экономика
Жители занимаются полеводством, молочным скотоводством.

## Инфраструктура
В деревне действуют начальная школа, клуб, фельдшерско-акушерский пункт.

## Религия
Мечеть «Хабибрахман» (с 2003 года).